# Евдокимов, Николай Владимирович
Николай Владимирович Евдокимов (род. 23 августа 1992, с. Гнетово, Красноярский край) — российский военнослужащий, ефрейтор 14-й бригады специального назначения. Герой Российской Федерации (2024).

## Биография
Родился 23 августа 1992 года в селе Гнетово Красноярского края. Окончив девять классов средней школы, поступил в профессиональный лицей Ачинского колледжа, где получил профессию газоэлектросварщика. 
Всё детство прошло в родном селе. В 2013–2014 годах проходил срочную службу в роте снайперов 36-й гвардейской отдельной мотострелковой бригады Восточного военного округа. После увольнения в запас, Евдокимов переехал по работе в Якутию.
В сентябре 2022 года в рамках мобилизации Евдокимов был призван в Вооружённые силы Российской Федерации и был направлен в 14-ю отдельную гвардейскую бригаду специального назначения Главного управления Генштаба России.
Согласно собственным утверждениям, Евдокимов самостоятельно эвакуировал с поля боя тяжелораненного российского солдата после трёх неудачных попыток эвакуационных групп.
После завершения контракта в 2024 году, мужчина поступил в Московскую сельскохозяйственную академию имени К. А. Тимирязева города Москвы.

## Звания и награды
- Герой Российской Федерации (2024)[1][4][5][6][7].